# フランシスコ・ロブレス・オルテガ
フランシスコ・ロブレス・オルテガ（Francisco Robles Ortega, 1949年3月2日 - ）は、2007年に枢機卿に任命されたメキシコ出身のカトリック教会の聖職者である。現在グラダラハラ大司教 (en) を務めている。それ以前の2003年から2011年まではモンテレー大司教 (en) を務めていた。 また、2012年の11月のメキシコ・カトリック司教会議で、トラルネパントラ（トラルネパントラ・デ・バス、首都メキシコシティの北部の地区）首都大司教 (en) Carlos Aguiar Retesの退任に伴う選挙で議長に選ばれた。

## 人物

### 叙階までの生い立ち
フランシスコ・ロブレス・オルテガはフランシスコ・ロブレス・アレオーラ（1917年 - ）、テレサ（1927年 - ）夫妻の6人の子どもの3番目の子としてマスコータに生まれた。彼はアウトランの小神学校で人文科学を学び、グアダラハラの神学校で哲学を学び、さらにスペインのサモラの神学校で神学を学んだ。
1976年7月20日に彼は、ホセ・バスケス・シロス司教によって司祭に叙階され、1979年までローマのグレゴリアン大学で学び、STL（教皇庁学位）を取得した。メキシコ帰国後は、彼はアウトランの司教総代理を務め、その神学校では哲学と神学を教えた。1990年に7月にバスケス・シロス司教が死去すると、教区管理者に指名された。

### 司教
1991年4月30日、ロブレスは、教皇ヨハネ・パウロ2世によってトルーカの補佐司教に指名された。彼は、トルーカ大聖堂でアルフレード・トーレス・ロメロ司教により司教叙階を受けた。
ロブレスは1995年10月15日のトーレス・ロメロ司教の死去にともないトルーカの教区管理者を務め、翌1996年6月15日にトルーカ司教となり、同年7月15日に着座した。その後、2003年1月25日にモンテレー大司教に異動・昇任した。

### 枢機卿
2007年11月24日の枢機卿会議で、教皇ベネディクト16世はロブレスを枢機卿に任命した。枢機卿となったロブレスは、2029年の3月2日に80歳を迎えるまで、あるいはそれまでに死去するかしない限り、コンクラーヴェの参加資格を保持することになる。
2011年1月5日、彼は新設された新しい福音宣教の推進のための司教会議の最初のメンバーに指名された。
2011年12月7日、ロブレス枢機卿は定年を迎えたファン・サンドヴァル・イニゲス枢機卿のグアダラハラ大司教の職を継承した。その結果、モンテレー大司教座は空位となったが、2012年11月24日に彼は社会的コミュニケーションのための司教会議のメンバーの一人ロヘリオ・カブレラ・ロペス司教をモンテレー大司教の後継に指名した。

## 思想

### ドラッグ政策
モンテレー大司教だったときにはロブレスはドラッグ売買による社会への段階的なドラッグ浸透を阻止するための行動をとるための国の政党や組織に招かれてきた。

### 教育における世俗主義
カルロス・サリナス大統領政権下で新自由主義による世俗主義が推進され、政教分離を規定した憲法3条が一層の教育における政教分離を規定するために改訂されるときには、ロブレスは「私たちは憲法第3条を改訂のための裁判所の判決に基づいての憲法改訂の提案に反対する。なぜならこの改訂は宗教の主題を排除した上で、私立の教育機関においては世俗主義を力づけ、若い世代に（世俗主義的な）道徳的価値を教育するからである」と発言した。

### 貧困と謙遜
ロブレス大司教が23人の新しい枢機卿の一人として指名されたとき、アナリストらは、バチカンは謙遜を受け入れるために貧困と嘆願と信仰とを擁護する聖職者を選んだと言った。

### 家族政策
ロブレスは「家族は自然な制度であり、社会の基礎である」と言ってきたし、家族のような重要な制度をとってかわらないように、それを守ろうとする新しい法律に反対する人々に警告した。

## 参照
1. ↑  RINUNCIA DELL’ARCIVESCOVO DI GUADALAJARA (MESSICO) E NOMINA DEL SUCCESSORE Archived 2012年6月2日, at the Wayback Machine.
2. ↑  http://www.catholicnews.com/data/briefs/cns/20121115.htm#head5
3. ↑  [リンク切れ]
4. ↑  DI MEMBRI DEL PONTIFICIO CONSIGLIO PER LA PROMOZIONE DELLA NUOVA EVANGELIZZAZIONE Archived 2012年8月8日, at the Wayback Machine.
5. ↑  “アーカイブされたコピー”. 2012年12月24日時点のオリジナルよりアーカイブ。2014年1月18日閲覧。
6. ↑  Archbishop of Monterrey calls on political parties to watch out for 'drug politics'
7. ↑  Cardinal Robles opposes secularism in Mexican education
8. ↑  Mexico's newest cardinal champions the poor, preaches humility
9. ↑  Family is natural institution and basis of society